# Haploïdia

Les cèl·lules diploides tenen un doble joc de cada cromosoma, a diferències de les haploïdies que només en tenen un

L'haploïdia és una fase cel·lular dins del cicle vital de molts eucariotes. Es caracteritza per la presència d'un sol joc de cada cromosoma a diferència de les diploides, que en tenen dos. Aquesta és una de les característiques principals dels gàmetes, que en fusionar-se durant la fecundació adquireixen els dos jocs necessaris per a l'organisme que originen.